# Klædeplombe
En klædeplombe er en blyplombe, som har været brugt til at garantere kvaliteten af klæde. Plomberne har typisk været stemplet af den hjemlige klædebørs. 
Klædeplomber findes undertiden af metaldetektorer. Især kendes klædeplomber fra 1300-tallet og senere, fordi den flamske tekstilindustri på dette tidspunkt var førende og eksporterede til store dele af Europa.